# Tegosa guatemalena
Tegosa guatemalena är en fjärilsart som beskrevs av Bates 1864. Tegosa guatemalena ingår i släktet Tegosa och familjen praktfjärilar. Inga underarter finns listade i Catalogue of Life.